# Nedonna Beach
Nedonna Beach az Amerikai Egyesült Államok északnyugati részén, Oregon állam Tillamook megyéjében, a U.S. Route 101 közelében elhelyezkedő önkormányzat nélküli település.
Itt található több óceán alatti telekommunikációs kábel amerikai végpontja is.

## Fordítás
- Ez a szócikk részben vagy egészben  a   Nedonna Beach, Oregon című angol Wikipédia-szócikk ezen változatának fordításán alapul.  Az eredeti cikk szerkesztőit annak laptörténete sorolja fel. Ez a jelzés csupán a megfogalmazás eredetét és a szerzői jogokat jelzi, nem szolgál a cikkben szereplő információk forrásmegjelöléseként.